# Les Tragédies
 (avril 2018).
Si vous disposez d'ouvrages ou d'articles de référence ou si vous connaissez des sites web de qualité traitant du thème abordé ici, merci de compléter l'article en donnant les références utiles à sa vérifiabilité et en les liant à la section « Notes et références ».
Les Tragédies (titre complet : Les Tragédies de Ant. de Monchrestien sieur de Vasteville, plus une Bergerie et un poème de Susane...) est le premier recueil de pièces d'Antoine de Montchrestien (J. Petit, Rouen, 1601). Il est dédié au prince de Condé.

## Description
- Un quatrain de Bosquet intitulé Sur le pourtrait de l'autheur & sur ses œuvres.
- Une dédicace « A très-haut, très puissant, et très excellent Henry de Bourbon Prince de Condé, premier Prince du sang, premier Pair de France, Gouverneur et Lieutenant de sa Majesté en Guienne ».
- Un portrait de « Henry de Bourbon Prince de Condé âgé de XIII », suivi de cinq vers de Monchrestien.
- Des Stances
  - « A luy mesme »
  - « Sur les Tragédies de Ant. de Montcrestien » par Brinon
  - « A Monsieur de Montcrestien sur le don de son Livre » par Brinon
- Un poème de Bosquet intitulé Sur les tragédies de Monsieur de Montcrestien.
- Un quatrain du Petit Paulimer intitulé Sur les œuvres de Monsieur de Montcrestien.

## Contenu
- L’Écossaise ou le Désastre : tragédie illustrant le combat pour l'accession au trône entre Elizabeth I et Marie Stuart.
- La Cartaginoise ou la Liberté, tragédie.
- Les Lacènes ou la Constance, tragédie.
- David ou l'Adultère, tragédie sur thème biblique.
- Aman ou la Vanité, tragédie sur thème biblique.
- Susane ou la Chasteté, poème dédié « A très-vertueuse Dame Susane Thezard, Dame de L'Isle ».

Divers poèmes et textes
- Les Derniers propos de feu noble dame Barbe Guiffart femme de Monsieur le premier Président, publié originellement en 1599 :
  - Discours
  - Tombeau
  - Stances
  - Sonnet
- Sur la mort de Mademoiselle de Helins, poème dédié « A Monsieur de Martimbosq »
- Tombeau de Monsieur de Breauté le Jeune - Épitaphe
- Sur le décès de Monsieur de Languetot Président en la Cour de Parement de Roüen - Stances
- Deux extraits du Privilège du Roy, le premier étant signé par Goguier et le second par Puchot.
- Bergerie, précédée par un quatrain et dix sonnets.